# Viver a Vida (álbum)
Viver a Vida é o quarto álbum de estúdio do cantor português Mickael Carreira sendo lançado em 7 de maio de 2012.
O primeiro single do álbum a ser lançado foi “Dança Comigo” que conta com a participação de rapper My-Kul Leeric. Há ainda uma segunda versão do tema com a participação de Jon Secada. “Viver a Vida” é a segunda música de trabalho do álbum tendo seu videoclipe filmado nas praias de Miami. Os personagens do vídeo foram interpretados por pessoas locais e não por atores, como de costume. Em novembro de 2012 é lançado o último single do álbum, o tema “Porque Ainda Te Amo” em que estrela junto a Mickael a atriz Rita Pereira. O CD tem ainda a canção “Volto a Ti,” um dueto com Rita Guerra.
O álbum recebeu certificação de disco de platina.

## Faixas
| CD             |                                                   |                                                             |         |  |
| N.º            | Título                                            | Compositor(es)                                              | Duração |  |
| 1.             | "Dança Comigo (part. My-Kul Leeric)"              | Mickael Carreira; Paulo Martins; Ricardo Landum; Rudy Pérez | 3:19    |  |
| 2.             | "Porque Ainda Te Amo"                             | Pérez                                                       | 3:31    |  |
| 3.             | "Viver a Vida"                                    | Roberto Levi; Pérez                                         | 3:29    |  |
| 4.             | "Não Te Vás"                                      | Carreira; Martins; Julio Reyes Copello                      | 4:23    |  |
| 5.             | "Volto a Ti (part. Rita Guerra)"                  | Pérez                                                       | 4:23    |  |
| 6.             | "Porque É Que Não Esqueces"                       | Pérez                                                       | 3:31    |  |
| 7.             | "Solidão"                                         | Carreira, Landum, Martins                                   | 3:40    |  |
| 8.             | "Ficar Contigo"                                   | Omerit Hield; David Miranda; Pérez                          | 3:48    |  |
| 9.             | "Começar de Novo"                                 | Pérez                                                       | 4:41    |  |
| 10.            | "Não Podes"                                       | Martins                                                     | 3:39    |  |
| 11.            | "Pra Te Ter Outra Vez"                            | Pérez                                                       | 3:16    |  |
| 12.            | "Dança Comigo (part. My-Kul Leeric e Jon Secada)" | Carreira, Landum, Martins, Pérez                            | 3:18    |  |
| Duração total: | Duração total:                                    | Duração total:                                              | 44min   |  |

## Posições
| Paradas (2012) | Posições |
| -------------- | -------- |
| Portugal - AFP | 2        |

| País / Certificadora | Certificação | Vendas |
| -------------------- | ------------ | ------ |
| Portugal AFP         | Platina      | 15.000 |